# Santo Domingo de los Tsáchilas

Santo Domingo de los Tsáchilas é uma província da República do Equador. Sua capital é Santo Domingo de los Colorados que tem uma população estimada em 415.000 habitantes em 2011. Santo Domingo é a décima terceira província mais populosa e a vigésima com maior área do Equador.
Esta província, parte do litoral e das montanhas ocidentais era historicamente conhecida como Província de Yumbos. Seu primeiro cantão foi estabelecido em 3 de julho de 1967, e em 26 de Novembro de 2006 uma consulta popular foi realizada para definir e promovê-lo á categoria de província tornando-se a 24 província nacional. O processo final de formação província ocorreu em 06 de novembro 2007 quando foi realizada a eleição para escolha dos representantes locais. Em 5 de fevereiro de 2012 um segundo referendo referendo foi realizado a fim de consultar a população de um dos cantões da província Esmeraldas, que por fim expressou seu desejo de que o mesmo pertencesse à Província de Santo Domingo de los Tsáchilas. A partir de então a província de Santo Domingo passou a agregar parte do território de Esmeraldas.

## Subdivisões da província
Oficialmente Santo Domingo está dividido em dois cantões, com a expectativa da agregação de mais um a partir da consulta popular realizada em fevereiro de 2012.
As suas paróquias urbanas são: Santo Domingo, Chiguilpe, Rio Verde, Bombolí, Zaracay, Abraham Calazacón e Rio Toachi. As paróquias rurais são: Alluriquín, Luz de America, Puerto Limon, San Jacinto del Bua, Valle Hermoso, El Esfuerzo e Santa Maria del Toachi. As paróquias de Las Mercedes, Julio Moreno e Nuevo Israel anida não foram assimiladas como paróquias pois pertencem á província vizinha de Esmeraldas.
| Cantão        | Pop. (2001) | Area (km²) | Capital                        |
| ------------- | ----------- | ---------- | ------------------------------ |
| Santo Domingo | 287,018     | 3,805      | Santo Domingo de los Colorados |
| La Concordia  |             | 58         | La Concordia                   |